# Port-Salut
 For alternative betydninger, se Port Salut.
Port-Salut er en kystby i Sud-provinsen i Haiti og hjemby for Haitis afsatte præsident Jean-Bertrand Aristide, der blev født der i 1953. 
Byen er en populær destinition for såvel lokale haitianere som for turister, der til en vis grad søger afslapning og ro pga. strandene, der findes rundt om byen. Området er dog endnu ikke blevet en hoveddestinistion for turister.